# Johnny Ruiz
Johnny Ruiz (13 de septiembre de 1981, Panamá) es un futbolista panameño que actualmente juega como delantero y es Agente libre.

## Trayectoria
Debutó en 2004 con el Chorrillo Fútbol Club de Panamá contra el Tauro Futbol Club. En 2006 fichó por el Club Atlético Nacional de Colombia. De 2009 a 2010 estuvo en el Deportivo Marquense de Guatemala, donde obtuvo en 2011 el título de máximo goleador, que compartió con Oscar Isaula. A partir de 2013 volvió a Panamá para jugar con el San Francisco FC.

## Clubes
| Club              | País       | Año         |
| ----------------- | ---------- | ----------- |
| Chorrillo         | Panamá     | 2004 - 2006 |
| Atlético Nacional | Colombia   | 2006 - 2009 |
| Marquense         | Guatemala  | 2009 - 2011 |
| Xelaju            | Guatemala  | 2011 - 2012 |
| Chorrillo         | Panamá     | 2012 - 2013 |
| San Francisco     | Panamá     | 2013 - 2016 |
| Carmelita         | Costa Rica | 2017        |
| San Francisco     | Panamá     | 2017 - 2018 |
| Panamá Oeste      | Panamá     | 2018 - 2019 |

## Campeonatos nacionales
| Título        | Club                   | País      | Año  |
| ------------- | ---------------------- | --------- | ---- |
| Clausura 2012 | Xelajú Mario Camposeco | Guatemala | 2012 |
| Apertura 2014 | San Francisco FC       | Panamá    | 2014 |

### Otros títulos
- Campeón goleador del Ascenso LPF Apertura 2019